# Demolirer-Polka
Demolirer-Polka (Polka des démolisseurs) est une polka française de Johann Strauss fils (op. 269). Elle est créée le 22 novembre 1862 à la salle de danse Zum Sperl à Vienne.

## Histoire
La polka est créée lors du premier concert du compositeur après son retour de sa lune de miel (il a épousé Jetty Treffz le 27 août 1862). Le sujet de la dénomination de l'œuvre est la refonte urbaine qui est fortement contestée à Vienne à cette époque. L'empereur François-Joseph I a ordonné la démolition des anciens remparts de la ville et la construction de la rocade. Cette démolition se heurte à une forte opposition de la part des conservateurs et des citoyens d'esprit traditionnel. Ils y voient une rupture avec la tradition et considèrent avec méfiance les ouvriers du bâtiment recrutés des régions reculées de la monarchie danubienne pour les travaux de construction. D'autre part, la refonte est bien accueillie par les libéraux et les personnes axées sur le progrès qui voient en la reconstruction une grande opportunité pour le développement futur de Vienne. Rétrospectivement, ils auront avoir raison. L'empereur réussit et le réaménagement de la ville se poursuit. Johann Strauss ne fait pas partie ses détracteurs. Avec la Demolirer-polka, il commémore en musique la démolition des anciens remparts de la ville.

## Durée
Le temps de lecture sur le CD répertorié en références est de 3 minutes et 16 secondes. Ce temps peut varier quelque peu, selon l'interprétation musicale du chef d'orchestre. 

## Postérité
La pièce est jouée lors du célèbre concert du nouvel an à Vienne : en 1941 (Clement Kraus) ; en 1963 et 1970 (Willi Boskovsky) ; en 1990 (Zubin Mehta) ; en 2025 (Riccardo Muti).